# Мухаммед ибн Фахд Аль Сауд
Мухаммед ибн Фахд Аль Сауд (араб. لأمير محمد بن فهد بن عبدالعزيز آل سعود‎; 4 января 1950, Эр-Рияд — 28 января 2025, Эр-Рияд) — сын саудовского короля Фахда. Бывший губернатор провинции Эш-Шаркия (1985—2013).

## Биография
Принц Мухаммед ибн Фахд родился 4 января 1950 года в Эр-Рияде, в семье будущего короля Фахда и его жены, принцессы Джавзы бинт Абдалла бинт Абдул-Рахман.
Закончил Калифорнийский университет в Санта-Барбаре, имеет степень бакалавра экономики и политологии.
Работал в министерстве внутренних дел в должности заместителя министра внутренних дел. С 1985 по 2013 год был эмиром провинции Восточной провинции. Под его руководством регион, богатый нефтью и природным газом достиг высокого экономического и промышленного развития.
Мухаммед ибн Фахд разработал программу по развитию молодёжи, которая получила Премию ООН за лучшую практику по улучшению условий жизни в 2002 году в эмирате Дубай, а также в Шардже, Приз за волонтёрскую работу в 2007 году.
В его честь назван университет в Дахране.
Скончался 28 января 2025 года в возрасте 75 лет.

## Семья
Был женат на Джавхаре бинт Наиф. У них 6 детей. Старший сын, принц Турки (род. 1979) — общественный деятель, работает в Фонде своего отца, занимается поддержкой молодёжи и сирот.

## Фонд принца Мухаммеда
Возглавлял фонд гуманитарного развития, названный его именем, предлагающий программы развития молодёжи и доступного жилья, исследования в различных сферах, а также различные программы женского образования, поддержка слабовидящих и реабилитация попавших в трудные жизненные ситуации, гуманитарные проекты по поддержке и лечения бедных.